# یوهی فوکوموتو
یوهی فوکوموتو (ژاپنی: 福元 洋平؛ زادهٔ ۱۲ آوریل ۱۹۸۷) یک بازیکن فوتبال اهل ژاپن است.
از باشگاه‌هایی که در آن بازی کرده‌است می‌توان به باشگاه فوتبال اوئیتا ترینیتا، باشگاه فوتبال گامبا اوساکا، باشگاه فوتبال جف یونایتد چیبا، باشگاه فوتبال توکوشیما ورتیس و باشگاه فوتبال رینوفا یاماگوچی اشاره کرد.